# MHC HBS
Mixed Hockey Club Houdt Braef Standt is een hockeyclub uit Bloemendaal. Hij ligt aan de voet van de Bloemendaalse duinen met het complex 'Bleek en Berg'. HBS is een van de vele topclubs in Nederland. Zeker de jeugd van HBS speelt altijd in de hoogste regionen. De club telt grofweg 1400 leden en heeft een complex met 41⁄4 veld, waarvan 21⁄4 waterkunstgrasvelden, 1 semiwaterveld en 1 grasveld.

## Historie
Het was in 1919 dat leerlingen van de toenmalige HBS in Haarlem onder leiding van hun sportleraar een hockeyclubje oprichtten en hun eerste wedstrijd tegen Bloemendaal speelden. Zij speelden met 10 man, bij gebrek aan een elfde lid. De letters van hun school gebruikten zij voor hun clubnaam. In 1928 werd HBS Koninklijk goedgekeurd en werd lid van de KNHB.
Anno 2020 is HBS een grote en bloeiende vereniging met een ruim 1400 leden, een groot complex met drie kunst- en grasvelden en een zeer sfeervol clubhuis met faciliteiten voor de Overgangsklasse.
De vereniging heeft in haar geschiedenis vele malen een pioniersfunctie vervuld: zo was HBS een van de grote voorvechters van het zaalhockey in de jaren 70, was het de eerste club in de regio die met 'minihockey' van start ging, en - meer recent - een pionier op het gebied van trimhockey.

## Accommodatie
Vanaf de oprichting van MHC HBS heeft men het traditioneel houten clubhuis gehad. Tijdens de ledenvergadering in 2006 werd besloten dat de vereniging toe was aan een nieuw clubhuis, dat in maart 2011 werd opgeleverd.
Hockeyclub HBS is gevestigd onderaan de duinrand van de Kennemerduinen aan de Bergweg te Bloemendaal. Het complex bestaat uit 41⁄4velden, waarvan 1 semi-waterveld (gereedgekomen in 2021), 2 watervelden en een kwart waterveld voor specialisten-, keeperstraining en jongste jeugdwedstrijden. Hiernaast is er nog 1 grasveld in gebruik.

## Topsport
Het eerste mannenteam van MHC HBS speelde 11 jaar onafgebroken - sinds 2007 - in de Overgangsklasse (OVK), voorheen het een na hoogste hockeyniveau van Nederland. De hoogste prestatie werd in het seizoen 2012-2013 behaald, waar de mannen 7e werden in de nieuwgevormde Promotiepoule van de Overgangsklasse A, wat betekende dat HBS bij de beste 15 hockeyclubs van Nederland hoorde. Heren 1 werd weliswaar 4e in de Overgangsklasse A tijdens het seizoen 2009-2010, dit telt echter minder zwaar dan de nieuw gevormde Promotiepoule.
In het seizoen 2017-2018 werd deze nieuwe mijlpaal bereikt. Heren 1 van HBS promoveerde als 5e geplaatste club direct naar de nieuwe gevormde Promotiepoule met 12 teams en behoort nu samen met de 12 hoofdklasse teams tot de 24 beste hockeyclubs van Nederland.
Het eerste damesteam speelde jaren in de 1e klasse. In het seizoen 2013-2014 werden de dames kampioen van de eerste klasse A en promoveerden, na een beslissingswedstrijd tegen Almere, naar de overgangsklasse (ovk). Het seizoen daarna keerde het damesteam na een beslissingsdrieluik tegen De Warande weer terug naar de eerste klasse, en promoveerde het jaar daarna opnieuw naar de ovk. In het seizoen 2016-2017 eindigde Dames 1 als 9e in haar OVK-poule. In het seizoen erna werd net niet de nieuwe Promotieklasse (PK) behaald met een 7e plek. Het seizoen erop - 2018-2019 - werd het kampioen in de OVK met 1 doelpuntverschil met nummer 2 Union, waardoor het damesteam nu ook in de PK speelt. Vanwege de corona-crisis blijven zowel het HBS heren- als het damesteam in seizoen 2020-2021 en 2021-2022 in de PK actief.